# 沈崇誨
沈崇誨（Shen Tsong-hwei，1911年—1937年），汉族，江蘇省江宁县人，畢業於國立清華大學土木工程系、中央航空學校第三期，曾參與淞滬會戰空戰，中華民國空軍軍官。

## 生平

### 早年
沈崇誨籍貫江蘇江寧，寄籍湖北武昌，生於清宣統辛亥年（1911年）農曆6月25日(陽曆7月20日)已時於武昌。父親沈家彝先生任職北洋政府，終年忙於公務，無暇兼顧家事。母親陳昌甄(1882-1933)，字璧華，係貴州貴陽名門陳夔麟之女，為一知書達理，嫻靜賢淑之婦女。他幼時家庭教育及人格養成，大多由母親所奠定，十歲，進入北京成達高等小學，在校成績優異，兩年後，進入天津知名之南開中學就讀，十八歲時，考入清華大學，學習土木工程。他在清華大學四年，喜愛進行各項運動，曾任足球、棒球隊代表，並成為北京及華北地區運動選手，參加全國運動會。 
沈崇誨自幼深受母親影響，對於岳飛、文天祥、史可法等民族英雄事蹟，十分仰慕與崇拜。年少求學時，歷經「五三慘案」之中國國恥，讓他感到悲傷又憤怒。民國二十年九月，日本關東軍發動「九一八事變」，緊接著攻占中國東北地區，於是中國民眾民族意識高漲，當時中國國內各所大學紛紛組成義勇軍，他起而領導，將同學加以組織，不時報導時事，提高同儕愛國精神與憂患意識。

### 軍旅生活

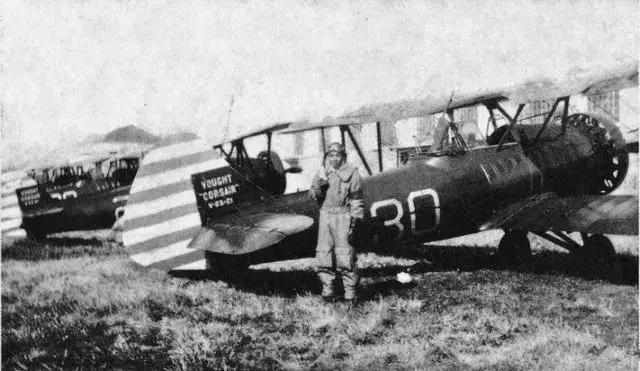
中央航空學校在學中的沈崇誨與V65座機合影。

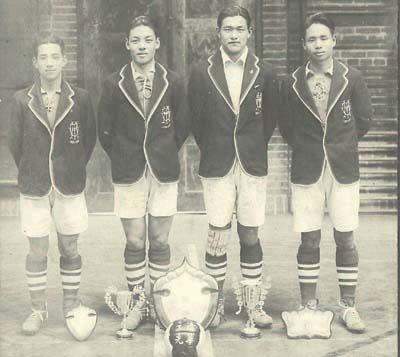
沈崇誨（左二）在清華大學比賽得獎時攝。

民國二十一年七月，沈崇誨自清華大學畢業，時年二十二歲，有感日本佔領東北地區後，又對華北地區虎視眈眈，目睹中國外患問題日益嚴峻，乃向同事說：「強國莫急於空防，吾輩今後自當翱翔碧空，與日寇爭一短長，方能雪恥復仇也！」同年十二月，考取中央航空學校第三期。因畢業時以品學兼優，名列前茅，留校擔任飛行教官，後晉陞調任空軍第二大隊第九隊中尉分隊長。沈崇誨在隊上常常倡導戰術研究，並著重於轟炸戰術，建議加強空中通信，嚴格生活管理，尤為重視體育運動，而作戰時之團結合作，全賴運動精神培養。

### 抗日事蹟
民國二十六年（1937年）七月七日，日軍發動「盧溝橋事變」，沈崇誨加入抗戰行列。同年八月十三日，日軍大舉進攻淞滬，是為淞滬會戰，當時中華民國空軍第二大隊駐防安徽廣德。從十四日開始，沈崇誨朝夕隨隊出擊，攻擊在長江口外之白龍港、佘山一帶海面之日本艦隊及航空母艦。歷次出任務，都有一定成果。

### 撞擊出雲號未成
八月十九日上午九時，空軍第二大隊第九隊由隊長謝郁青（沈崇誨時任第九隊副隊長）率領諾克機七架，在第四大隊驅逐機掩護下，自廣德出發，經長興、吳興前往佘山及白龍港，轟炸日本船艦。當通過南匯上空時，沈崇誨所駕駛之A-16攻击机（同機後座為轟炸員陳錫純）為地面日軍砲火擊中，尾部冒煙，漸離隊形。其餘六架飛機續飛至佘山海面上空，炸中敵二等巡洋艦一艘，於任務完成返航歸途至白龍港上空時，發現大批敵艦，但已無炸彈可供投擲。沈崇誨又發現所駕駛之飛機內部機械已經故障，難以返回基地，只有立即緊急降落或是跳傘逃生，沈崇誨不願苟且偷生，乃決定奮力一搏，由兩千公尺高空，瞄準日艦出雲號後，將馬力調到最大，極速而下直接衝撞出雲號未成壯烈犧牲，中華民國政府聲稱出雲號重傷回日本並至戰爭結束皆無法再戰，因此特予追贈空軍上尉，並明令褒揚優卹。出雲號其實並未受損，1941年珍珠港事變後還在上海擊沉了拒絕投降的英國炮艦海燕號。

## 家庭
沈崇誨父亲是沈家彝，家中有八子三女，沈崇誨是二哥。
- 父亲：沈家彝，字季让，一字悔盦，中華民國司法院大法官、中華人民共和國中央文史研究舘舘員，法學家。
- 六弟：沈崇健，字叙韩，燕京大学毕业，后参加抗日戰爭，此后以“韩叙”为姓名(即將他的字對調而來)，成爲中華人民共和國外交官，曾任驻美大使。
- 七弟：沈崇刚，水利专家，教授级高级工程师，曾任中国水利水电科学研究院副院长、中国大坝委会员秘书长，国际大坝委员会副主席。
  - 沈崇刚夫人：王玉珍，女歌唱家。1959年在歌剧《洪湖赤卫队》中飾演主角韩英。1981年王玉珍调中国音乐学院声乐系任教，是全国人大第三、五届代表。

## 紀念
- 臺灣臺南市 - 東區崇誨新村（今已改建崇誨國宅）就是紀念沈崇誨而名的眷村[6]。1967年，當地設崇誨里至今。
- 臺灣新竹市 - 國立清華大學負責學士生通識教育的「沈崇誨榮譽講座」於2020年正式設置，並聘由前空軍副司令張延廷中將擔任該講座教授。
- 臺灣高雄市岡山區 - 空軍軍官學校，校內有校舍崇誨樓，以沈崇誨烈士為名紀念。

## 螢幕形象
清华大学百年献礼电影《无问西东》中，由王力宏饰演的虚构人物沈光耀一角，原型为沈崇诲。电影中，沈光耀即为国立清华大学学生，在随校西迁后就读于国立西南联合大学。因目睹日军轰炸云南，决定弃笔从戎，遂加入中华民国空军。在1943年5月的鄂西会战中，沈光耀驾驶战斗机撞向长江上的日本军舰牺牲。